# 松本百力滋
松本百力滋（日语：松本ぷりっつ，本名不詳，1974年1月12日—），日本漫畫家，血型為O型。著有《我家3姊妹》。

## 外部連結
- 我家3姊妹BLOG （页面存档备份，存于）
- 松本百力滋部落格「おっぺけですけど いいでそべつに」 （页面存档备份，存于）